# Carl Henrik Kreüger
Carl Henrik Kreüger, född den 3 mars 1822 i Stockholm, död där den 13 december 1898, var en svensk sjömilitär. Han var son till Johan Henrik Kreüger.
Kreüger avlade sjöofficersexamen 1838. Han blev sekundlöjtnant vid flottan 1841. Efter anställning i engelsk örlogstjänst 1843–1845 blev Kreüger premiärlöjtnant 1846, kaptenlöjtnant 1858 och kapten 1861. Han befordrades till överste vid skärgårdsartilleriet 1866 och blev kommendör i flottan 1873. Kreüger blev tillförordnad varvschef vid flottans station i Stockholm 1868 och var ordinarie varvschef 1872–1882. Han befordrades till konteramiral 1881 och beviljades avsked ur krigstjänsten 1885. Kreüger invaldes som hedersledamot av Örlogsmannasällskapet 1880. Han blev riddare av Svärdsorden 1864 och kommendör (av första klassen) av samma orden 1872. Kreüger vilar på Solna kyrkogård.